# Skabio
Skabio (« gale » en espéranto) est un roman policier originellement écrit en espéranto par Sten Johansson, le huitième, paru en 2015.

## Intrigue
Stefan se réveille en prison, où on lui demande de répondre d’un crime dont il ne se souvient de rien. Les heures en cellule lui permettent de prendre du temps sur lui et réveillent des secrets enfouis. 